# Szwadron Kawalerii KOP „Hnilice Wielkie”
Szwadron Kawalerii KOP „Hnilice Wielkie” – pododdział kawalerii Korpusu Ochrony Pogranicza.

## Formowanie i zmiany organizacyjne
Na posiedzeniu Politycznego Komitetu Rady Ministrów, w dniach 21-22 sierpnia 1924, zapadła decyzja powołania Korpusu Wojskowej Straży Granicznej. 12 września 1924 Ministerstwo Spraw Wojskowych wydało rozkaz wykonawczy w sprawie utworzenia Korpusu Ochrony Pogranicza, a 17 września instrukcję określającą jego strukturę. W 1925, w składzie 4 Brygady Ochrony Pogranicza, rozpoczęto formowanie jednostki 12 szwadronu kawalerii. W skład szwadronu wchodzić miały cztery plutony liniowe i drużyna dowódcy szwadronu. Stany szwadronu były zbliżone do stanów szwadronów formowanych w 1924. Jednostką formującą był 22 pułk ułanów .
Szwadron był podstawową jednostką taktyczną kawalerii KOP. Zadaniem szwadronu było prowadzenie działań pościgowych, patrolowanie terenu, w dzień i w nocy, na odległości nie mniejsze niż 30 km, a także utrzymywanie łączności między odwodami kompanijnymi, strażnicami i sąsiednimi oddziałami oraz eskortowanie i organizowanie posterunków pocztowych. Wymienione zadania szwadron realizował zarówno w strefie nadgranicznej, będącej strefą ścisłych działań KOP, jak również w pasie ochronnym sięgającym około 30 km w głąb kraju. Szwadron był też jednostką organizacyjną, wyszkoleniową, macierzystą i pododdziałem gospodarczym .
W lipcu 1929 zreorganizowano kawalerię KOP. Zorganizowano dwie grupy kawalerii. Podział na grupy uwarunkowany był potrzebami szkoleniowymi i zadaniami kawalerii KOP w planie „Wschód”. Szwadron wszedł w skład grupy południowej. Przyjęto też zasadę, że szwadrony przyjmą nazwę miejscowości będącej miejscem ich stacjonowania. Obok nazwy geograficznej, do 1931 stosowano również numer szwadronu.
W 1934(?)1932 dokonano kolejnego podziału szwadronów. Tym razem na trzy grupy inspekcyjne. Szwadron wszedł w skład grupy południowej.
Jednostką administracyjną dla szwadronu był batalion KOP „Skałat”.
W 1938 nastąpiła reorganizacja podporządkowania i struktur kawalerii KOP. Szwadrony zakwalifikowano do odpowiednich typów jednostek w zależności od miejsca stacjonowania. Szwadron zakwalifikowano do grupy II. Organizacja szwadronu kawalerii na dzień 20 listopada 1938 przedstawiała się następująco: dowódca szwadronu, szef szwadronu, drużyna ckm, drużyna gospodarcza, patrol telefoniczny i dwa plutony liniowe po cztery sekcje, w tym sekcję rkm . Liczył 2 oficerów, 1 chorążego, 6 podoficerów zawodowych, 4 podoficerów nadterminowych i 72 ułanów. Na uzbrojeniu posiadał 2 ckm, 2 rkm, 73 karabinki, 76 szabel. Posiadał też 83 konie wierzchowe. Szwadron wchodził w skład Brygady KOP „Podole”.

## Działania szwadronu w 1939
W 1939 zmobilizowany szwadron stanowił kawalerię dywizyjną 12 Dywizji Piechoty. 12 DP weszła w skład Grupy Operacyjnej gen. Skwarczyńskiego. W dniach 3-6 września dywizja została przerzucona transportami kolejowymi z Podola nad środkową Wisłę i skoncentrowała się w rejonie Suchedniów-Skarżysko Książęce. W nocy z 5 na 6 września w rejon koncentracji przybył szwadron kawalerii dywizyjnej.
W nocy z 7 na 8 września dywizja przegrupowała się do lasów w rejonie Jasieniec-Pastwiska oraz miejscowości Lubienia. O świcie 8 września 12 DP ześrodkowała się w rejonie Ostrożanka, Starachowice, Zawady, Koszary. W przyjętym ugrupowaniu do obrony okrężnej szwadron KD zajął pozycje pod Maziarzem.
W południe 8 września 12 DP została zaatakowana pod Iłżą przez niemiecki 9 pułk piechoty zmotoryzowanej. Dywizja utrzymała pozycje. Wykonując rozkaz gen. Skwarczyńskiego w godzinach wieczornych zarządzono odwrót. Szwadron KD około 21:00 opuścił pozycje pod Maziarzem i maszerując na północ od Rybiczyzny osiągnął las koło Lipska. Pozostałe siły dywizji zaatakowane zostały przez 9 zmot. pp i 6 batalionu czołgów lekkich. Po walce, rano 9 września, resztki rozbitych oddziałów 12 DP osiągnęły las starachowicki. Przemęczeni i zdemoralizowani dotychczasowymi walkami żołnierze nie byli zdolni do jakiegokolwiek wysiłku bojowego. Gen. bryg. Gustaw Paszkiewicz, za zgodą dowódcy Grupy Operacyjnej gen. Skwarczyńskiego, rozwiązał dywizję. Szwadron KD, nie mając łączności z dowództwem dywizji, skierował się na północ do Puszczy Kozienickiej. 9 września wieczorem osiągnął Wisłę pod Rogowem. Tu nastąpiło spotkanie ze szwadronem KD 36 Dywizji Piechoty (szwadron kawalerii KOP „Czortków”). Oba szwadrony połączyły się, a dowództwo objął rtm. Bronisław Riczka. Połączenie zakończyło szlak bojowy szwadronu KD 12 DP. Szwadron nie brał udziału w walkach toczonych przez dywizję.

## Żołnierze szwadronu
Dowódcy szwadronu:
- mjr Konstanty Abłamowicz z 7 puł (od 7 września 1925[24][25])
- rtm. Tadeusz Głębocki (był w 1928)[26]
- rtm. Konstanty Kułagowski (października 1933 – grudnia 1934 → dowódca szwadronu zapasowego 8 puł)
- rtm. Franciszek Cymerman (był w 1937)[26] ?
- rtm. Antoni Starnawski (22 kwietnia 1937 –)[26]
- rtm. Jan Billewicz[e] z 5 puł (1939[21][28])

Obsada personalna w marcu 1939
Ostatnia „pokojowa” obsada oficerska szwadronu
- dowódca szwadronu – rtm. Billewicz Jan
- oficer szwadronu – por. Najgrodzki Witold Marian
- oficer szwadronu – chor. Gnat Andrzej

Obsada personalna kawalerii 12 DP :
- dowódca szwadronu – rtm. Jan Billewicz
- oficerowie młodsi:

por. Kazimierz Rychłowski z 22 p.uł.
ppor. rez. Jerzy Borkowski z 8 p.uł.
por. Marian Kawalec z 14 p.uł.
pchor. rez. Stanisław Mucha z 9 p.uł.